# Capi e promontori italiani
Elenco dei capi italiani suddivisi per regione

## Calabria
- nel Mar Ionio
  - Punta Alice
  - Capo Spùlico
  - Capo Trionto
  - Capo Colonna
  - Capo Rizzuto
  - Capo Bruzzano
  - Capo Spartivento
  - Capo dell'Armi
- nel Mar Tirreno
  - Capo Vaticano
  - Capo Scalea

## Campania
- nel Mar Tirreno
  - Capo Miseno
  - Capo Palinuro
  - Punta Campanella

## Lazio
- nel Mar Tirreno
  - Promontorio del Circeo
  - Capo Linaro

## Liguria
- nel Mar Ligure
  - Capo di Noli
  - Capo Mele
  - Capo Berta
  - Capo Verde (Liguria)
  - Caponero (o Capo Nero)
  - Capo Mortola
  - Punta Chiappa
  - Capo Corvo

## Puglia
- nel Mar Ionio
  - Capo San Vito
  - Capo Santa Maria di Leuca
- nel Mar Adriatico
  - Capo d'Otranto

## Sardegna
- nel Mare di Sardegna
  - Capo Testa
  - Capo dell'Argentiera
  - Capo Caccia
  - Capo Giglio
  - Capo Marrargiu
  - Capo Mannu
  - Capo San Marco
  - Capo Frasca
  - Capo Pecora
  - Capo Sperone, sull'isola di Sant'Antioco
  - Capo Teulada
  - Capo Spartivento
  - Capo di Pula
  - Capo Sant'Elia
- nel Mar Tirreno
  - Capo Carbonara
  - Capo Ferrato
  - Capo San Lorenzo
  - Capo Sferracavallo
  - Capo Bellavista
  - Capo di M. Santu
  - Capo Comino
  - Capo Coda Cavallo
  - Capo Figari
  - Capo Ferro

## Sicilia
- nel Mar Tirreno
  - Capo Peloro
  - Capo Rasocolmo
  - Capo di Milazzo
  - Capo Calavà
  - Capo d'Orlando
  - Capo Raisigerbi
  - Capo Zafferano (promontorio)
  - Capo Mongerbino
  - Capo Gallo
  - Capo Rama
  - Capo San Vito
- nel Mar di Sicilia
  - Capo Boeo o Lilibeo
  - Capo San Marco
  - Capo Bianco
  - Capo Scaramia
  - Capo delle Correnti
- nel Mar Ionio
  - Capo Passero
  - Capo Ognina
  - Capo Murro di Porco
  - Capo Santa Panagia
  - Capo Santa Croce
  - Capo Campolato
  - Capo Taormina

## Toscana
- Nel Mar Ligure
  - Colline livornesi
  - Poggio San Leonardo

- Nel Mar Tirreno
  - Capo della Vita, sull'isola d'Elba
  - Promontorio di Piombino
  - Bandite di Scarlino
  - Promontorio di Punta Ala
  - Punta Capezzolo
  - Monti dell'Uccellina
  - Poggio Talamonaccio
  - Promontorio dell'Argentario
  - Promontorio di Ansedonia